# Mignottocrazia
Mignottocrazia. La sera andavamo a ministre è un libro scritto da Paolo Guzzanti, pubblicato nel gennaio 2010, edito da Aliberti editore.
Il termine "mignottocrazia", con significato (analogo a pornocrazia) di "potere ottenuto compiacendo, eventualmente anche sul piano sessuale", è stato inserito nel vocabolario Treccani.
Nella copertina, che contiene un'illustrazione di Giuseppe Veneziano intitolata Novecento, si vedono Silvio Berlusconi, Adolf Hitler, Benito Mussolini e Iosif Stalin approcciare più o meno intimamente e sessualmente Cicciolina, Jessica Rabbit, Eva Kant, Valentina e Candy Candy, con Biancaneve intenta a servire da bere agli ospiti.

## Contenuto
Il libro tratta degli scandali sessuali che hanno visto come protagonista Silvio Berlusconi.

## Edizioni
- Paolo Guzzanti, Mignottocrazia. La sera andavamo a ministre, Reggio Emilia, Aliberti, 2010, ISBN 978-88-7424-579-6.